# عوض صلاح ناصر
عوض صلاح ناصر (مواليد 26 سبتمبر 1975) عداء يمني للمسافات المتوسطة تنافس دوليًا في دورة الألعاب الأولمبية الصيفية لعام 1992. 

## مسار مهني
كان ناصر يبلغ من العمر 16 عامًا فقط  عندما تنافس في سباق 1500 متر في دورة الألعاب الأولمبية الصيفية لعام 1992 التي أقيمت في برشلونة بإسبانيا، شاك في التصفيات الثانية من الجولة الأولى وانتهى في المركز 11 من أصل 13، لذلك لم يتأهل للجولة القادمة. 